# Claude Lelouch
Claude Barruch Joseph Lelouch (Párizs, 1937. október 30. –) Oscar-díjas francia filmrendező, forgatókönyvíró.

## Élete
Claude Lelouch Párizsban született 1937. október 30-án Simon Lelouch és Charlotte Abeilard gyermekeként.
1954-1956 között amatőrfilmes volt. 1956-tól híradó és tv-riporterként dolgozott az USA-ban, valamint Oroszországban forgatott. 1957-1960 között Algériában a hadsereg filmszolgálatának munkatársa volt. 1960-tól játékfilmrendező. 1966 óta a Film's 13 filmtársulat elnök-vezérigazgatója.

## Magánélete
1980-1985 között Evelyne Bouix volt a felesége. 1986-1992 között Marie-Sophie Pochat volt a párja. 1993-2009 között Alessandra Martines színésznővel élt együtt.

## Rendezései
- Párizs dzsungele (1957)
- Egy leány és a puskák (1963)
- L' Amour avec des si (1963) (forgatókönyvíró és operatőr is)
- Egy férfi és egy nő (1966) (forgatókönyvíró és producer is)
- Távol Vietnamtól (1967)
- Élni az életért (1967) (forgatókönyvíró is)
- A sárga trikóért (1968)
- Élet, szerelem, halál (1969) (forgatókönyvíró is)
- Egy férfi, aki tetszik nekem (1969)
- A csibész (1970) (forgatókönyvíró és operatőr is)
- Smic, Smac, Smoc (1971) (forgatókönyvíró is)
- A kaland az kaland (1972)
- Így látták ők (1973)
- Boldog új év (1973) (forgatókönyvíró is)
- Egy egész élet (1974)
- Mariage (1974)
- Az egér és a macska (1975)
- A jók és a gonoszok (1975)
- Randevú (1976)
- Egy másik férfi, egy másik nő (1977) (forgatókönyvíró is)
- Robert és Robert (1977)
- Bizalmas közlés, bizalmas közlésért (1978 színész)
- Ketten (1979) (forgatókönyvíró is)
- Egyesek és mások (1981) (forgatókönyvíró és producer is)
- Edith és Marcel (1983) (forgatókönyvíró és producer is)
- Éljen az élet! (1984) (forgatókönyvíró is)
- Elmenni, visszajönni (1984)
- Egy férfi és egy nő 20 év múlva (1986) (forgatókönyvíró és producer is)
- Vigyázat, banditák! (1987)
- Útkereső (Egy elkényeztetett gyermek utazása) (1988) (forgatókönyvíró és producer is)
- Vannak napok és vannak holdak (1990) (forgatókönyvíró is)
- Szép história (1991) (forgatókönyvíró is)
- Mindez... ennyiért? (1993)
- A nyomorultak (1995) (forgatókönyvíró és operatőr is)
- Lumiere és társai (1995)
- Hommes, femmes, mode d'emploi (1996)
- Hasards ou coïncidences (1998)
- Une pour toutes (1999)
- And now ladies & gentlemen (2002) (forgatókönyvíró és producer is)
- 110901 - Szeptember 11. (2002) (forgatókönyvíró is)
- Szeretni bátorság (2005) (forgatókönyvíró is)
- Roman de gare (2007) (forgatókönyvíró és producer is)

## Művei
- Les misérables du vingtième siècle (1995)

## Díjai
- Arany Pálma (1966) Egy férfi és egy nő
- Oscar-díj a legjobb eredeti forgatókönyvnek (1967) Egy férfi és egy nő
- David di Donatello-díj (1971)
- Nemzeti Nagydíj (1993)
- Golden Globe-díj (1996)
- Rudolf Valentino-díj (1997)
- Velencei Nemzetközi Filmfesztivál díja (2002)